# Nielles-lès-Ardres
Nielles-lès-Ardres település Franciaországban, Pas-de-Calais megyében. Lakosainak száma 586 fő (2022. január 1.). Nielles-lès-Ardres Nortkerque, Ardres, Autingues, Louches és Zutkerque községekkel határos.

## Népesség
A település népességének változása:
| Lakosok száma | 522  | 527  | 562  | 557  | 569  | 580  | 592  | 589  | 586  |
|               | 2013 | 2015 | 2016 | 2017 | 2018 | 2019 | 2020 | 2021 | 2022 |